# Mark Isham
Mark Ware Isham (New York, 7 september 1951) is een Amerikaans trompettist en toetsenist. Hij speelt diverse genres, waaronder jazz en elektronische muziek. Daarnaast is hij componist van filmmuziek. Hij heeft samengewerkt met onder andere David Sylvian, Group 87, Art Lande, Pharoah Sanders, Van Morrison en David Torn, en was als sessiemuzikant actief voor onder andere Brian Wilson, Joni Mitchell, Terry Bozzio, Bill Bruford, XTC, en Siouxsie and the Banshees.
Isham begon zijn carrière in de jaren zeventig. Hij speelde mee op enkele albums van Rubisa Patrol, een groep rond jazzmuzikant Art Lande. In 1983 nam Isham zijn eerste soloalbum op. In 1986 speelde hij ook op een album van David Torn. Ook was hij verantwoordelijk voor meer dan 100 soundtracks voor films en televisieseries. In 1993 ontving hij een Oscar-nominatie met de filmmuziek voor de film A River Runs Through It. In 1997 werd hem een Emmy Award toegekend in de categorie 'Outstanding Main Title Theme Music' voor zijn muziek voor de televisieserie EZ Streets. Isham componeerde ook de muziek voor de televisieserie Once Upon a Time.

## Studioalbums
- 1983 - Vapor Drawings
- 1985 - Film Music
- 1987 - We Begin (met Art Lande)
- 1990 - Mark Isham
- 1991 - Songs My Children Taught Me
- 1995 - Blue Sun
- 1998 - Mark Isham: A Windham Hill Retrospective
- 1999 - Miles Remembered: The Silent Way Project
- 2009 - Bittersweet (met Kate Ceberano)

## Filmografie
- 1983 - Never Cry Wolf
- 1984 - Mrs. Soffel
- 1985 - Trouble in Mind
- 1986 - The Hitcher
- 1987 - Made in Heaven
- 1988 - The Moderns
- 1988 - The Beast of War
- 1990 - Everybody Wins
- 1990 - Love at Large
- 1990 - Tibet
- 1990 - Reversal of Fortune
- 1991 - Mortal Thoughts
- 1991 - Crooked Hearts
- 1991 - Point Break
- 1991 - Little Man Tate
- 1991 - Billy Bathgate
- 1992 - A Midnight Clear
- 1992 - Cool World
- 1992 - A River Runs Through It
- 1992 - The Public Eye
- 1992 - Of Mice and Men
- 1993 - Nowhere to Run
- 1993 - Fire in the Sky
- 1993 - Made in America
- 1993 - Short Cuts
- 1993 - Romeo Is Bleeding
- 1994 - The Getaway
- 1994 - Thumbelina
- 1994 - The Browning Version
- 1994 - Mrs. Parker and the Vicious Circle
- 1994 - Quiz Show
- 1994 - Timecop
- 1994 - Safe Passage
- 1994 - Nell
- 1995 - Miami Rhapsody
- 1995 - Losing Isaiah
- 1995 - The Net
- 1995 - Home for the Holidays
- 1996 - Last Dance
- 1996 - Fly Away Home
- 1996 - Night Falls on Manhattan
- 1997 - Afterglow
- 1997 - Kiss the Girls
- 1997 - The Education of Little Tree
- 1998 - The Gingerbread Man
- 1998 - Blade
- 1998 - Free Money
- 1999 - At First Sight
- 1999 - Varsity Blues
- 1999 - Breakfast of Champions
- 1999 - October Sky
- 1999 - Body Shots
- 2000 - Rules of Engagement
- 2000 - Where the Money Is
- 2000 - Trixie
- 2000 - Men of Honor
- 2001 - Save the Last Dance
- 2001 - Life as a House
- 2001 - Don't Say a Word
- 2001 - Impostor
- 2001 - The Majestic
- 2002 - Moonlight Mile
- 2003 - The Cooler
- 2004 - Spartan
- 2004 - Miracle
- 2004 - Highwaymen
- 2004 - Twisted
- 2004 - Crash
- 2005 - Racing Stripes
- 2005 - Kicking & Screaming
- 2005 - In Her Shoes
- 2006 - Running Scared
- 2006 - Eight Below
- 2006 - The Black Dahlia
- 2006 - Invincible
- 2006 - Bobby
- 2007 - Freedom Writers
- 2007 - Gracie
- 2007 - Next
- 2007 - In the Valley of Elah
- 2007 - Reservation Road
- 2007 - Lions for Lambs
- 2007 - The Mist
- 2008 - The Women
- 2008 - The Secret Life of Bees
- 2008 - Pride and Glory
- 2008 - The Express
- 2009 - Not Forgotten
- 2009 - My One and Only
- 2009 - Crossing Over
- 2009 - Bad Lieutenant: Port of Call - New Orleans
- 2009 - Fame
- 2010 - The Grazies
- 2010 - The Conspirator
- 2011 - The Mechanic
- 2011 - Warrior
- 2011 - Dolphin Tale
- 2012 - The Lucky One
- 2012 - Stolen
- 2012 - The Factory
- 2013 - The Inevitable Defeat of Mister & Pete
- 2013 - 42
- 2013 - Homefront
- 2014 - Beyond The Lights
- 2015 - The Longest Ride
- 2015 - Septembers of Shiraz
- 2015 - Papa
- 2016 - Mr. Church
- 2016 - Mechanic: Resurrection
- 2016 - A Family Man
- 2016 - The Accountant
- 2016 - Fallen
- 2017 - Megan Leavey

## Overige producties

### Televisieseries
- 1994 - Chicago Hope (titelmuziek)
- 1996 - EZ Streets (titelmuziek)
- 1997 - Michael Hayes (titelmuziek)
- 1997 - Nothing Sacred (titelmuziek)
- 2007 - The Black Donnellys
- 2008 - Crash (2008 - 2009)
- 2011 - Once Upon a Time (2011 - 2017)
- 2013 - Mob City
- 2013 - Once Upon a Time in Wonderland (2013 - 2014)
- 2015 - Blood & Oil
- 2015 - American Crime (2015 - 2016)

## Prijzen en nominaties

### Academy Awards
| Jaar | Titel                   | Categorie        | Uitslag     |
| ---- | ----------------------- | ---------------- | ----------- |
| 1993 | A River Runs Through It | Beste filmmuziek | Genomineerd |

### Emmy Awards
| Jaar | Titel          | Categorie                                   | Uitslag     |
| ---- | -------------- | ------------------------------------------- | ----------- |
| 1995 | Chicago Hope   | Beste titelmuziek                           | Genomineerd |
| 1996 | Chicago Hope   | Beste titelmuziek                           | Genomineerd |
| 1997 | EZ Streets     | Beste titelmuziek, afl. "A Terrible Beauty" | Gewonnen    |
| 1998 | Nothing Sacred | Beste titelmuziek                           | Genomineerd |

### Golden Globe Awards
| Jaar | Titel | Categorie        | Uitslag     |
| ---- | ----- | ---------------- | ----------- |
| 1995 | Nell  | Beste filmmuziek | Genomineerd |

### Grammy Awards
| Jaar | Titel                   | Categorie                                                                    | Uitslag     |
| ---- | ----------------------- | ---------------------------------------------------------------------------- | ----------- |
| 1991 | Mark Isham              | Best New Age Album                                                           | Gewonnen    |
| 1994 | A River Runs Through It | Beste instrumentale compositie voor film of televisie                        | Genomineerd |
| 2002 | Men of Honor            | Beste partituur soundtrackalbum voor film, televisie of andere visuele media | Genomineerd |